# Melodon
Melodon — вимерлий рід хижих ссавців з підродини борсукових (Melinae). Він жив у верхньому міоцені / нижньому пліоцені (≈ 8–5 мільйонів років тому), а його викопні залишки були знайдені в Азії.

## Опис
Ця тварина була від маленького до середнього розміру, напевно, трохи меншою за сучасного борсука (Meles meles). Зовнішній вигляд мав бути дуже подібним до сучасних борсуків, але череп був більш сплощений і менш помітний відросток нижньої щелепи (англ. mastoid process). Мелодон мав чотири премоляри. Верхній перший моляр був відносно коротким.

## Класифікація
Melodon major уперше був описаний Отто Зданським у 1924 році на основі викопних останків, знайдених у ґрунтах верхнього міоцену / нижнього пліоцену в Китаї. Інші скам'янілості, знайдені на острові Елсмір, в арктичних регіонах Канади, і датовані нижнім пліоценом, були віднесені до нового виду, M. sotnikovae; проте, цілком ймовірно, що цей вид належить до нового роду.
Мелодон належить до підродини борсукових (Melinae) і вважається ймовірним предком сучасного борсука (рід Meles).